# Ordens, condecorações e medalhas da Sérvia
As condecorações de Estado da República da Sérvia são regulamentadas pela Lei das Condecorações da República da Sérvia, adoptada em 2009. As condecorações são divididas em três categorias: ordens, medalhas e medalhas comemorativas. São seis ordens e três medalhas.

## Ordens
1. Ordem da República da Sérvia (2 classes)
2. Ordem da Bandeira da Sérvia (3 classes)
3. Ordem da Festa de Apresentação (3 aulas)
4. Ordem da Estrela de Karađorđe (3 classes)
5. Ordem da Águia Branca com Espadas (3 classes)
6. Ordem de Mérito em Defesa e Segurança (3 Classes)

## Medalhas
1. Medalha de Bravura Miloš Obilić (2 classes: medalha de ouro e prata)[3]
2. Medalha de mérito (2 classes: medalha de ouro e prata)
3. Medalha de Mérito em Defesa e Segurança (2 classes: medalha de ouro e prata)